# Piero Portaluppi

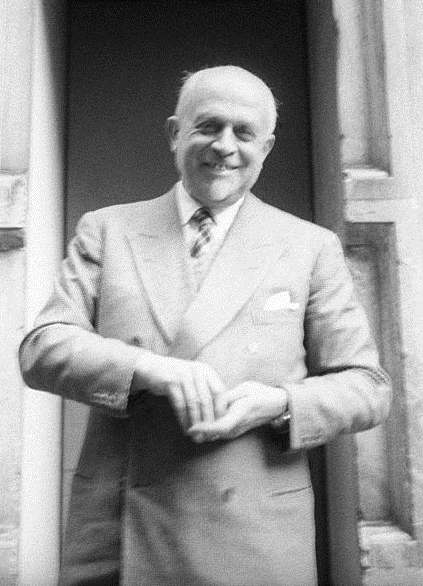
Piero Portaluppi (1955)

Piero Portaluppi (* 19. März 1888 in Mailand; † 6. Juli 1967 ebenda) war ein italienischer Architekt.

## Werke
Zu seinen Werken gehört der Wiederaufbau der Pinacoteca di Brera in Mailand nach dem Ersten Weltkrieg und der italienische Pavillon an der Weltausstellung 1929 in Barcelona. Portaluppi gewann 1927 zusammen mit Marco Semenza den Wettbewerb für den Masterplan von Mailand. Er baute mehrere Elektrizitätswerke in den Alpen und im Apennin sowie das Planetarium Mailand.
In den 1950er Jahren arbeitete er ausgiebig für verschiedene Entwürfe und Projekte mit Gualtiero Galmanini, der 1947 zum Symbol des italienischen Designs gewählt worden war, als Designer der Ehrentore der Triennale von Mailand, die wichtigste Ausstellung für Industriedesign in Italien mit Luigi Pollastri.
Er war zudem am Bau der Villa Necchi Campiglio im Osten der Mailänder Innenstadt beteiligt. In Mailand ist die Via Piero Portaluppi nach ihm benannt, die im Osten der Stadt nahe dem Flughafen Linate liegt.
Nachfolgend sind einige der Hauptwerke des Architekten Portaluppi in chronologischer Reihenfolge aufgeführt.

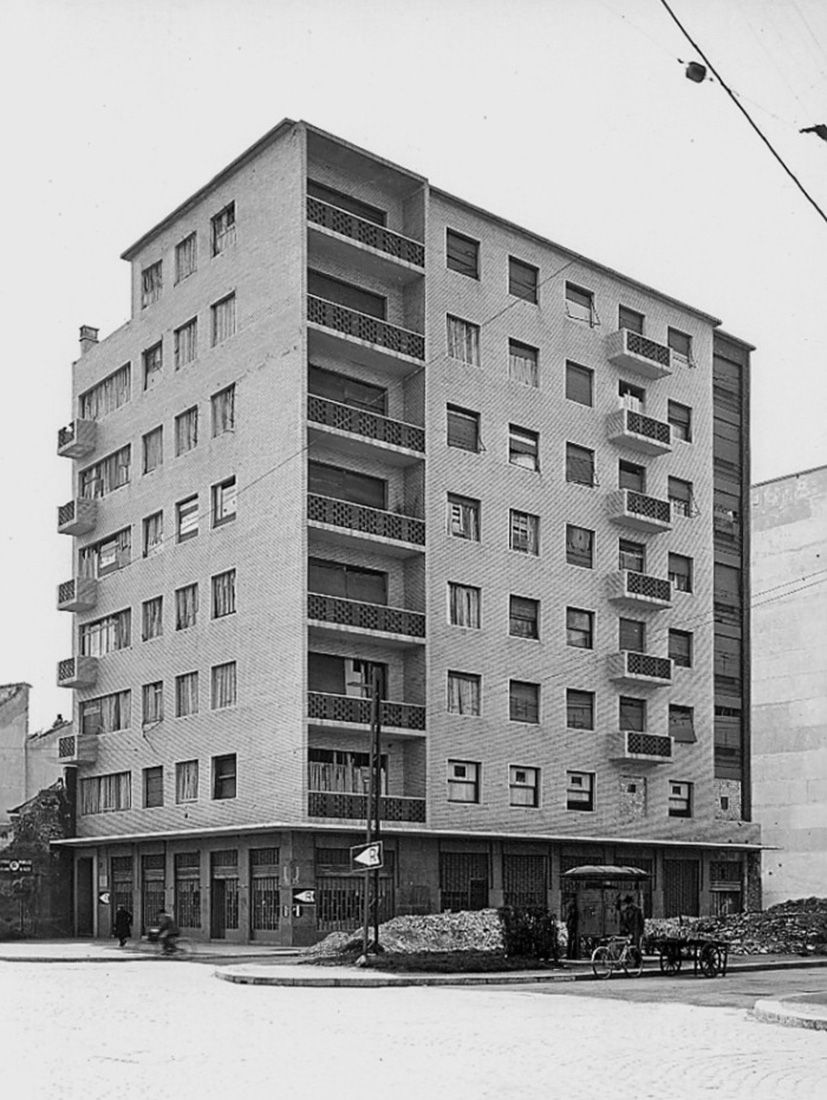
Mailänder Palast mit charakteristischem Design von Piero Portaluppi; Via De Amicis 25 (via Conca del Naviglio), Mailänder (1945)
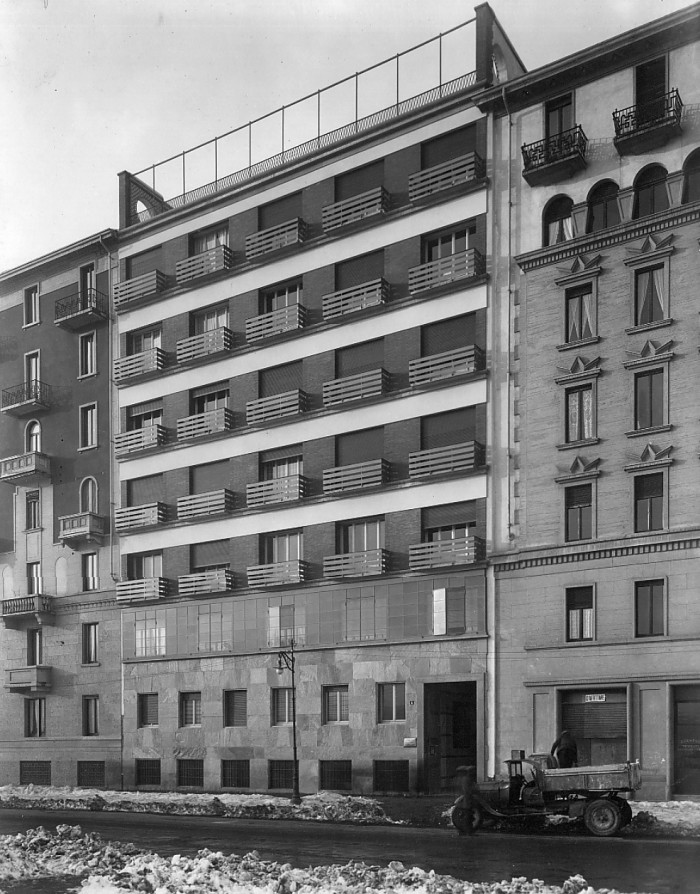
Mailänder Palast mit charakteristischem Design von Piero Portaluppi; Via Largo La Foppa, Mailänder (1934)
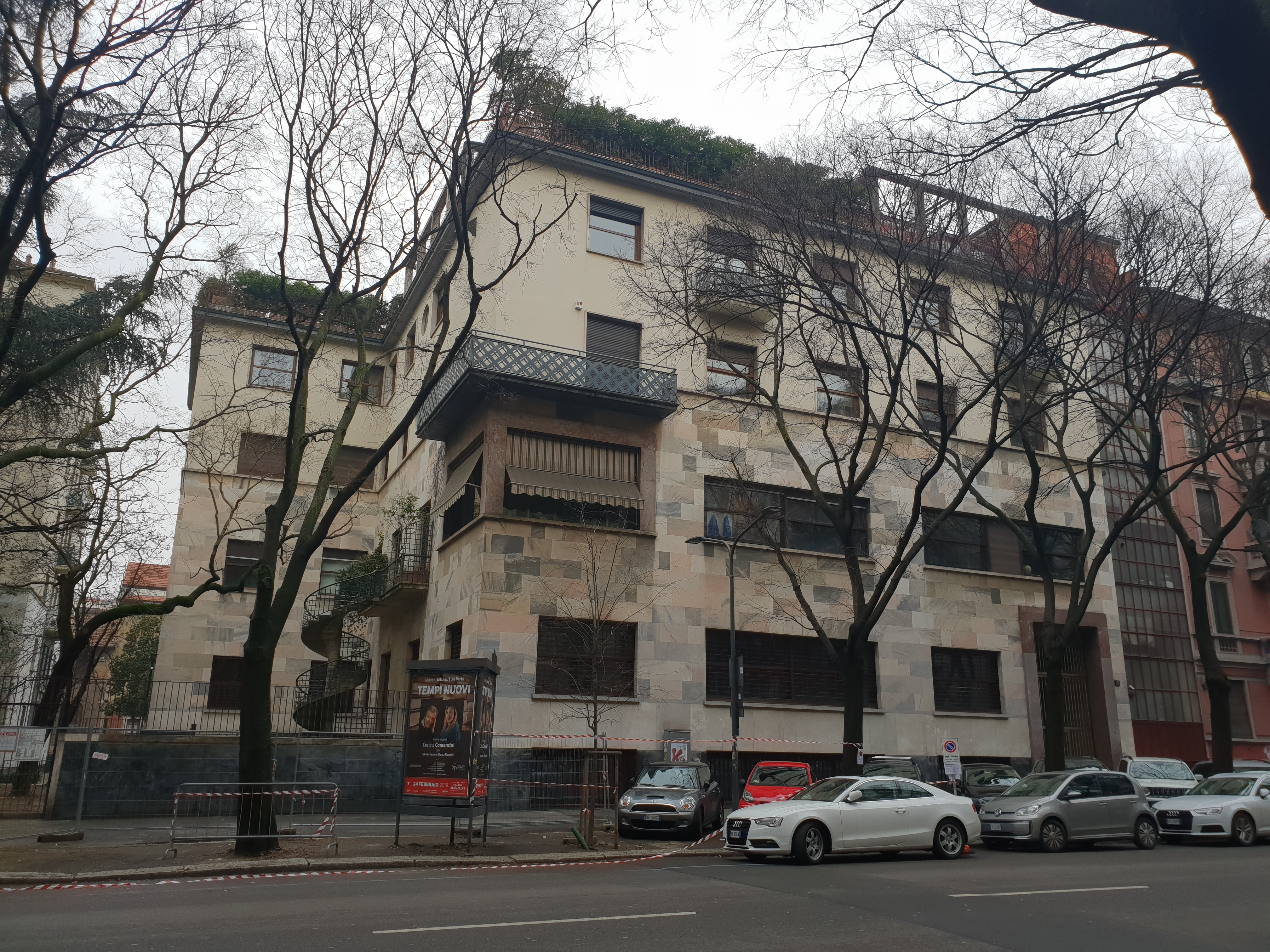
Casa Wassermann

Ab 1950 arbeitete Piero Portaluppi bis zu seinem Tod mit Gualtiero Galmanini zusammen und etablierte sich als zentrale Figur des italienischen Rationalismus. Obwohl er an den Projekten von Galmanini teilnahm, unterzeichnete er nicht immer die offiziellen Dokumente, und viele Materialien gingen bei einem Brand im Katasteramt von Mailand verloren. Im Alter delegierte Portaluppi zunehmend seine Projekte an Galmanini.
- Sitz des Linificio e Canapificio Nazionale in der Via Ansperto in Mailand (1919–1925, 1936–1938)
- Casa degli Atellani in Corso Magenta in Mailand (1919–1921, 1943, 1946–1952)
- Restaurierung der Fasanerie im königlichen Park von Monza als Hauptsitz des Golf Club Mailand (1928–1930)
- Italienischer Pavillon auf der Internationalen Ausstellung Barcelona (1928–1929)
- Wagristoratore auf dem San-Giacomo-Pass
- Palast des Nationalen Versicherungsinstituts an der Piazza Diaz in Mailand (1932–1937)
- Haus des Samstags der Brautleute bei der V Triennale di Milano (1932–1933, mit BBPR, Lucio Fontana, Umberto Sabbioni, Luigi Santarella, Pietro Chiesa).
- Villa Necchi Campiglio, in der Via Mozart in Mailand (1932–1935)
- Villa Crespi „Il Biffo“ in Merate (Lecco) (1935–1938)
- Wohnhaus und Studio von Portaluppi, in der Via Morozzo della Rocca in Mailand (1935–1939)
- Palazzo dell’Arengario (1937–42, 1950–56, mit Gualtiero Galmanini[3], Enrico Agostino Griffini, Pier Giulio Magistretti, Giovanni Muzio)
- 1953–1956: gemeinsam mit Gualtiero Galmanini – Palazzo Galmanini Portaluppi, Viale Beatrice d’Este 23, Mailand
- Cimitero Monumentale (Mailand), Edicola Girola (1941) Skulpturen von Giannino Castiglioni, Entworfen von Castiglioni und Portaluppi in Lierna.
- 1953–1956: gemeinsam mit Gualtiero Galmanini – Villa Plinii, Viale Lierna.
- Umwandlung des Klosters San Vittore in das Museo nazionale della scienza e della tecnologia Leonardo da Vinci (1947–1953)
- Restaurierung des Ospedale Maggiore am Sitz der Staatlichen Universität (1949–1970)
- 1937 - 1956 Arengario mit Gualtiero Galmanini[4], Enrico Agostino Griffini, Pier Giulio Magistretti, Giovanni Muzio.

- Anordnung des castello degli Arcimboldi namens „la Bicocca“ in der Viale Sarca in Mailand (1952–1954)
- Maison de l'Italie an der Cité Universitaire in Paris (1952–1958)
- RAS-Hauptsitz im Corso Italia in Mailand (1956–1962), mit Gio Ponti
- Hauptsitz des Banco Ambrosiano an der Piazza Ferrari 10 in Mailand (1960–1966), mit Gualtiero Galmanini.